# David Hand
David Dodd Hand (Plainfield, 23 gennaio 1900 – San Luis Obispo, 11 ottobre 1986) è stato un animatore, regista e produttore cinematografico statunitense.

## Biografia
Ha collaborato con Walt Disney nella direzione di alcuni cortometraggi, e ha in seguito diretto Biancaneve e i sette nani (1937) e Bambi (1942).
Morì l'11 ottobre 1986 all'età di 86 anni per complicazioni di un ictus.

## Riconoscimenti
- Winsor McCay Award (1984)